# Joshua Palmer
Joshua Keith „Josh“ Palmer (* 22. September 1999 in Brampton, Ontario) ist ein kanadischer American-Football-Spieler auf der Position des Wide Receivers. Aktuell spielt er für die Buffalo Bills in der National Football League (NFL), die ersten vier Jahre seiner NFL-Laufbahn stand er bei den Los Angeles Chargers unter Vertrag.

## Frühe Jahre
Palmer wurde in Brampton, Ontario geboren und wuchs dort auf. Dort ging er auf die St. Roch Catholic Secondary School, an der er in der Football-, Leichtathletik- und Basketballmannschaft aktiv war. Daneben war er auch als Fußballtorhüter aktiv. Für seine letzten beiden Highschooljahre wechselte Palmer schließlich im Alter von nur 15 Jahren auf die St. Thomas Aquinas High School in Fort Lauderdale, Florida, um dort in der Footballmannschaft spielen zu können und seine Chancen zu erhöhen, ein Stipendium für ein College in den USA zu bekommen. Dort wurde er als Wide Receiver eingesetzt und konnte mit guten Leistungen überzeugen. So konnte er in seinem letzten Jahr an der Schule den Ball für 506 Yards und 8 Touchdowns fangen. Daneben gewann er mit seiner Mannschaft den Titel in der 7A-Liga in Florida und wurde ins Second-Team der Liga gewählt. Nach seinem Highschoolabschluss erhielt Palmer ein Stipendium der University of Tennessee aus Knoxville, Tennessee, für die er zwischen 2017 und 2020 in der Footballmannschaft aktiv war. Insgesamt konnte er in dieser Zeit in 42 Spielen zum Einsatz kommen und dabei den Ball für 1514 Yards und 7 Touchdowns fangen, zusätzlich lief er mit dem Ball noch für 37 Yards und einen Touchdown. Mit seiner Mannschaft konnte Palmer 2019 den Gator Bowl gewinnen.

## NFL
Beim NFL Draft 2021 wurde Palmer in der 3. Runde an 77. Stelle von den Los Angeles Chargers ausgewählt. Damit war er einer von vier Kanadiern, die beim Draft 2021 ausgewählt worden sind. Sein NFL-Debüt gab er direkt am 1. Spieltag der Saison 2021 beim 20:16-Sieg gegen das Washington Football Team, bei dem er einen Pass für 17 Yards von Quarterback Justin Herbert fangen konnte. Am 8. Spieltag konnte er bei der 24:27-Niederlage gegen die New England Patriots seinen ersten Touchdown nach einem Pass von Herbert fangen. Am 13. Spieltag stand er beim 41:22-Sieg gegen die Cincinnati Bengals erstmals in der Startformation der Chargers. Beim 37:21-Sieg gegen die New York Giants am darauffolgenden Spieltag stand er erneut in der Startformation, und konnte den Ball fünfmal für 66 Yards fangen, seine Saisonbestleistung. Dazu konnte er seinen zweiten Touchdownpass in der NFL fangen. Insgesamt kam Palmer in seiner Rookie-Saison schon regelmäßig zum Einsatz, war jedoch noch kein fester Stammspieler in der Offense. Er spielte zwar in allen 17 Partien der Regular Season, jedoch nur fünfmal von Beginn an. Dabei konnte er den Ball für 353 Yards und vier Touchdowns fangen.
In die Saison 2022 startete Palmer als Stammspieler auf der Position des Wide Receivers. Direkt am 2. Spieltag konnte er bei der 24:27-Niederlage gegen die Kansas City Chiefs seinen ersten Touchdown der Saison erzielen. Am 9. Spieltag konnte Palmer beim 20:17-Sieg gegen die Atlanta Falcons zum ersten Mal in seiner Karriere den Ball für über 100 Yards fangen. Insgesamt erreichte er 106 Receiving Yards. Zwei Wochen später fing er bei der 27:30-Niederlage gegen die Kansas City Chiefs den Ball erneut für 106 Yards. Außerdem konnte er zwei Touchdownpässe von Justin Herbert fangen. Mit insgesamt 769 Receiving Yards in der Saison war er der zweitbeste Passempfänger seines Teams hinter Mike Williams. Da die Chargers in der Saison 10 Spiele gewinnen konnten und nur sieben verloren, konnten sie sich für die Playoffs qualifizieren. Dort trafen sie in der Wildcard-Runde auf die Jacksonville Jaguars. Palmer konnte in seiner ersten Postseason-Partie zwei Pässe für 31 Yards fangen, schied jedoch mit seiner Mannschaft mit 30:31 aus.
Zu Beginn der Saison 2023 war Palmer nur dritter Wide Receiver der Chargers hinter Williams und Keenan Allen. Am 7. Spieltag konnte er bei der 17:31-Niederlage gegen die Kansas City Chiefs den Ball für 133 Yards fangen, bis dato sein Karrierebestwert. Beim 30:13-Sieg gegen die Chicago Bears am 8. Spieltag zog er sich jedoch eine Verletzung zu, aufgrund der er auf die Injured Reserve List gesetzt wurde und mehrere Wochen verletzungsbedingt ausfiel. Gegen Ende der Saison kam er jedoch wieder in einigen Spielen zum Einsatz.
Die Saison 2024 verlief weder aus Sicht des Wide Receivers noch seines Franchise zufriedenstellend. Zwar konnten sich die Chargers für die Play-offs qualifizieren, schieden dort jedoch direkt in der ersten Runde aus. Palmer fing in dieser Spielzeit nur 60 Prozent der auf ihn geworfenen Pässe und erzielte nur einen Touchdown. Beides waren die bis dahin schwächsten Werte seiner Karriere. Sein Rookie-Vertrag bei den Chargers wurde nicht verlängert. Am 13. März 2025 einigte Palmer sich mit den Buffalo Bills auf einen Dreijahresvertrag.

## Karrierestatistiken

### Regular Season
| Saison                             | Team             | Spiele   | Spiele      | Gefangen  | Gefangen | Gefangen     | Gefangen | Gefangen | Gelaufen | Gelaufen | Gelaufen     | Gelaufen | Gelaufen | Fumbles | Fumbles         |
| Saison                             | Team             | Einsätze | als Starter | Passfänge | Yards    | Durchschnitt | Längste  | TD       | Versuche | Yards    | Durchschnitt | Längste  | TD       | Fumbles | davon verlorene |
| ---------------------------------- | ---------------- | -------- | ----------- | --------- | -------- | ------------ | -------- | -------- | -------- | -------- | ------------ | -------- | -------- | ------- | --------------- |
| 2021                               | Chargers         | 17       | 5           | 33        | 353      | 10,7         | 36       | 4        | 1        | 6        | 6,0          | 6        | 0        | 0       | 0               |
| 2022                               | Chargers         | 16       | 11          | 72        | 769      | 10,7         | 50       | 3        | 1        | 4        | 4,0          | 4        | 0        | 1       | 0               |
| 2023                               | Chargers         | 10       | 6           | 38        | 581      | 15,3         | 79       | 2        | 1        | 6        | 6,0          | 6        | 0        | 1       | 1               |
| 2024                               | Chargers         | 15       | 7           | 39        | 584      | 15,0         | 45       | 1        | 0        | 0        | 0            | 0        | 0        | 0       | 0               |
| Gesamte Karriere                   | Gesamte Karriere | 58       | 29          | 182       | 2287     | 12,6         | 79       | 10       | 3        | 16       | 5,3          | 6        | 0        | 2       | 1               |
| Quelle: pro-football-reference.com |                  |          |             |           |          |              |          |          |          |          |              |          |          |         |                 |

### Postseason
| Saison                             | Team             | Spiele   | Spiele      | Gefangen  | Gefangen | Gefangen     | Gefangen | Gefangen | Gelaufen | Gelaufen | Gelaufen     | Gelaufen | Gelaufen | Fumbles | Fumbles         |
| Saison                             | Team             | Einsätze | als Starter | Passfänge | Yards    | Durchschnitt | Längste  | TD       | Versuche | Yards    | Durchschnitt | Längste  | TD       | Fumbles | davon verlorene |
| ---------------------------------- | ---------------- | -------- | ----------- | --------- | -------- | ------------ | -------- | -------- | -------- | -------- | ------------ | -------- | -------- | ------- | --------------- |
| 2022                               | Chargers         | 1        | 0           | 2         | 31       | 15,5         | 18       | 0        | 0        | 0        | 0,0          | 0        | 0        | 0       | 0               |
| Gesamte Karriere                   | Gesamte Karriere | 1        | 0           | 2         | 31       | 15,5         | 18       | 0        | 0        | 0        | 0,0          | 0        | 0        | 0       | 0               |
| Quelle: pro-football-reference.com |                  |          |             |           |          |              |          |          |          |          |              |          |          |         |                 |